# Muzeum Przyrodnicze we Wrocławiu
Muzeum Przyrodnicze we Wrocławiu, Muzeum Przyrodnicze Uniwersytetu Wrocławskiego – muzealna instytucja naukowo-badawcza we Wrocławiu, założona w 1814 roku z inicjatywy prof. Johanna Ludwiga Christiana Gravenhorsta, który został jej pierwszym dyrektorem.
Placówka jest obecnie jedną z jednostek Wydziału Nauk Biologicznych Uniwersytetu Wrocławskiego. We wrocławskim muzeum znajduje się około 2,5 mln okazów zwierząt i ok. 0,5 mln okazów roślin, z czego wystawianych jest 3140 okazów zoologicznych i 600 botanicznych. Niektóre eksponaty wypożycza się – na prawach wzajemności – innym placówkom badawczym, z wyjątkiem tzw. holotypów, czyli okazów stanowiących wzorzec nazwy danego gatunku zwierzęcia lub rośliny, nadanej przez jego odkrywcę. W klasyfikacji placówek naukowych Komitetu Badań Naukowych posiada ono najwyższą kategorię – A.

## Historia
Powstało z połączenia trzech dawnych placówek muzealnych: botanicznej, zoologicznej i zielnika, zwanego herbarium. Muzeum Zoologiczne powstało w 1814 r., wkrótce po założeniu świeckiego, wówczas niemieckiego Uniwersytetu Wrocławskiego. Do obecnego budynku zbiory zostały przeniesione w 1904 roku. W czasie II wojny światowej gmach został zbombardowany i runęło całe skrzydło, a wystawy, z wyjątkiem Sali Szkieletowej, uległy całkowitemu zniszczeniu. Ocalało około 50% zbiorów zoologicznych, 1/3 botanicznych i 10% eksponatów. Po wojnie muzeum zostało przejęte przez polskie władze uniwersyteckie. Zabezpieczanie zachowanych kolekcji odbywało się pod kierownictwem prof. Kazimierza Sembrata oraz pierwszego kustosza doc. Jana Kinela oraz doc. Zofii Kozikowskiej. Budynek został wyremontowany, częściowo przebudowany, a zbiory zabezpieczone. Modernizacja budynku, reorganizacja zbiorów i organizacja pierwszych wystaw odbywały się pod nadzorem prof. Władysława Rydzewskiego, którego to imieniem zostało nazwane muzeum.
Od 2004 roku herbarium znajduje się w osobnym budynku przy ul. Sienkiewicza 5, gdzie – poza botanicznymi – przeniesiono również kolekcje entomologiczne.

Muzeum na przedwojennych fotografiach
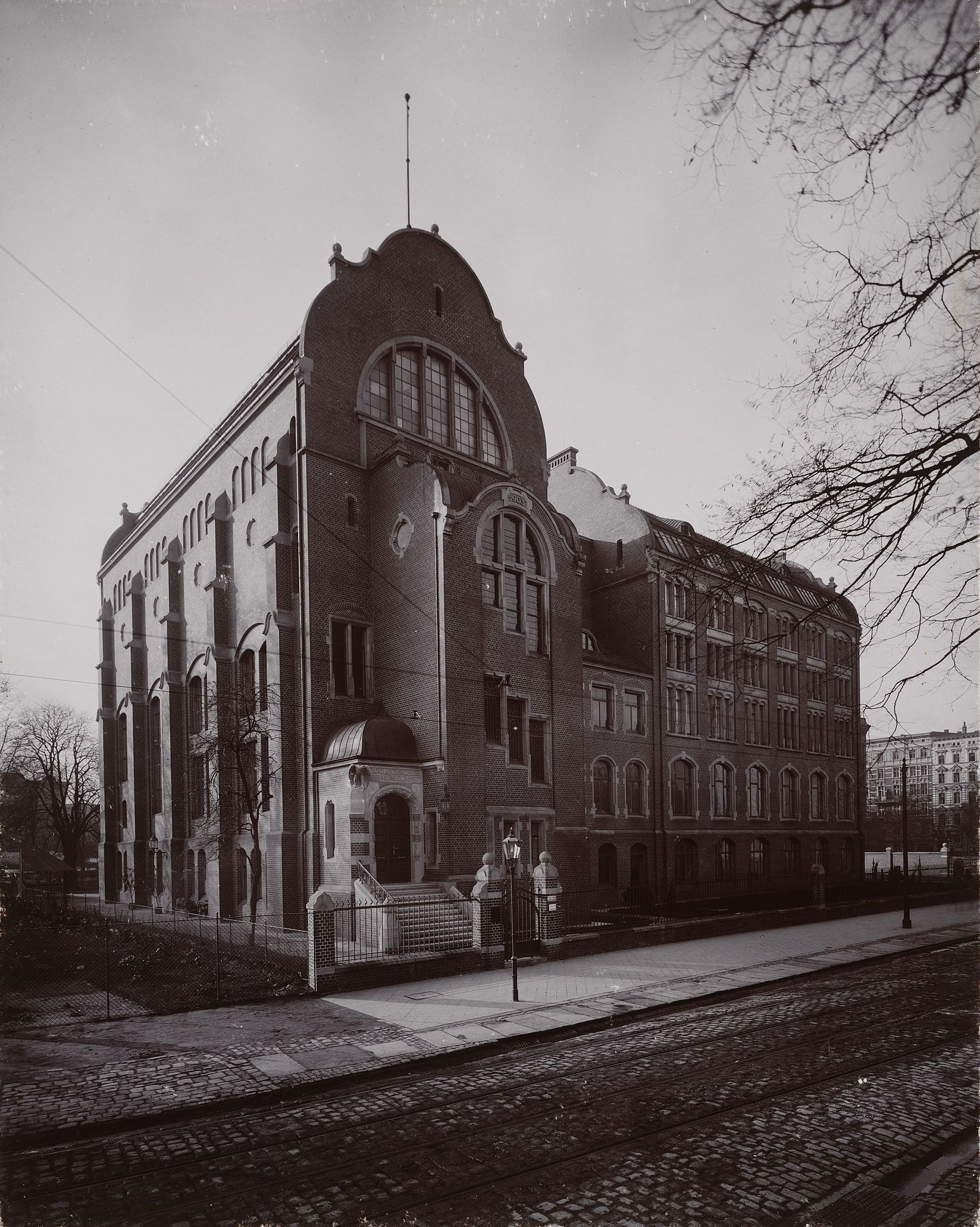
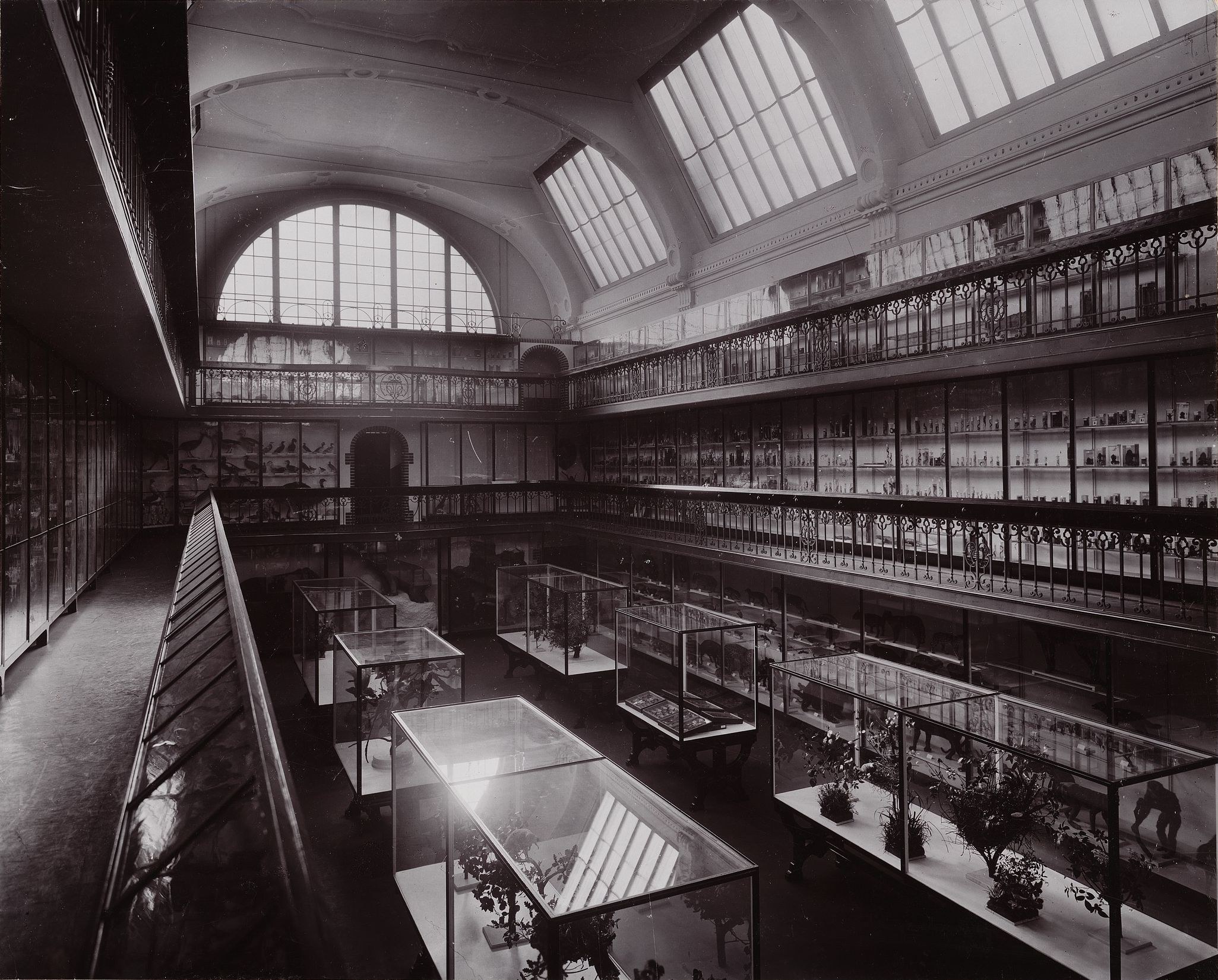
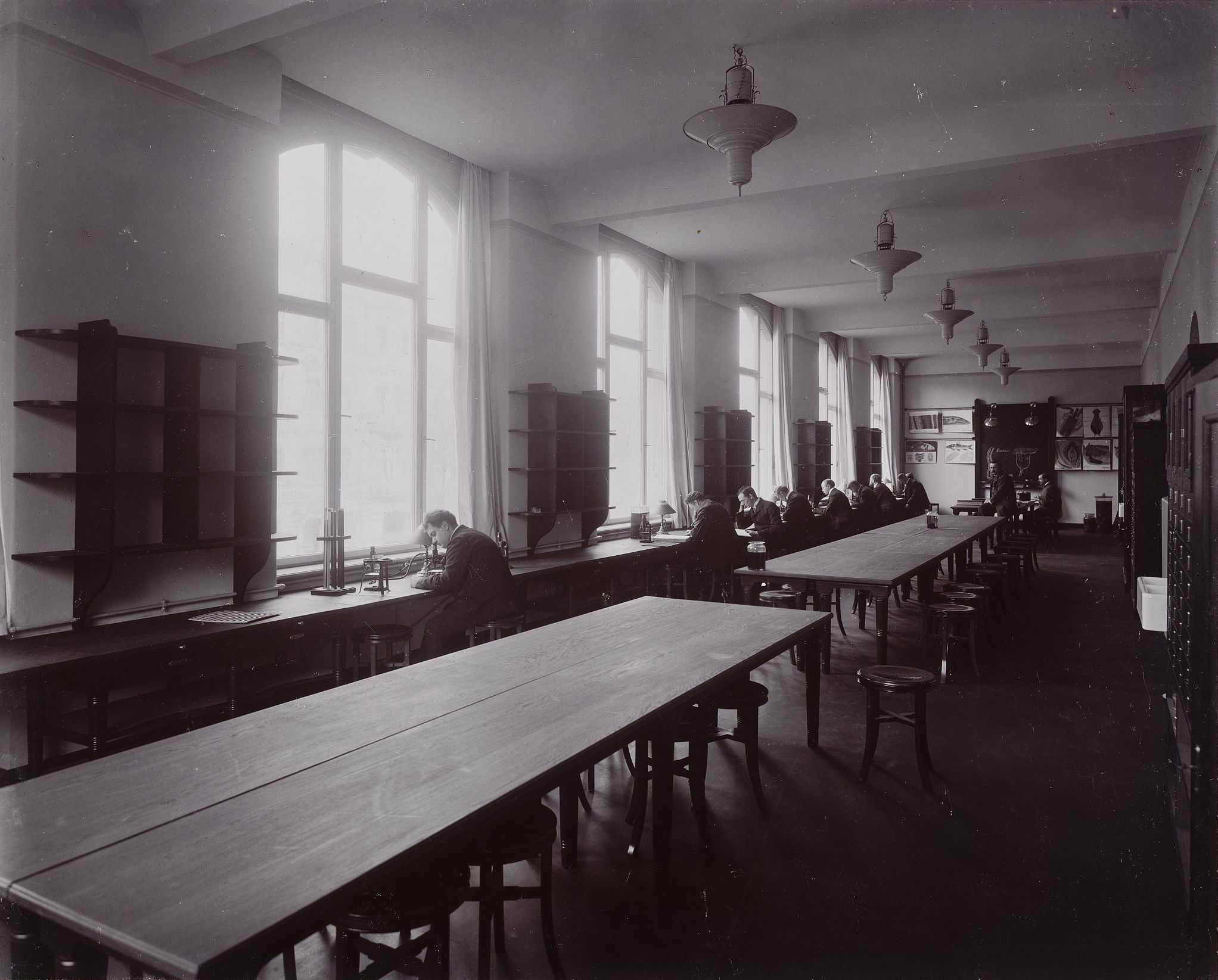
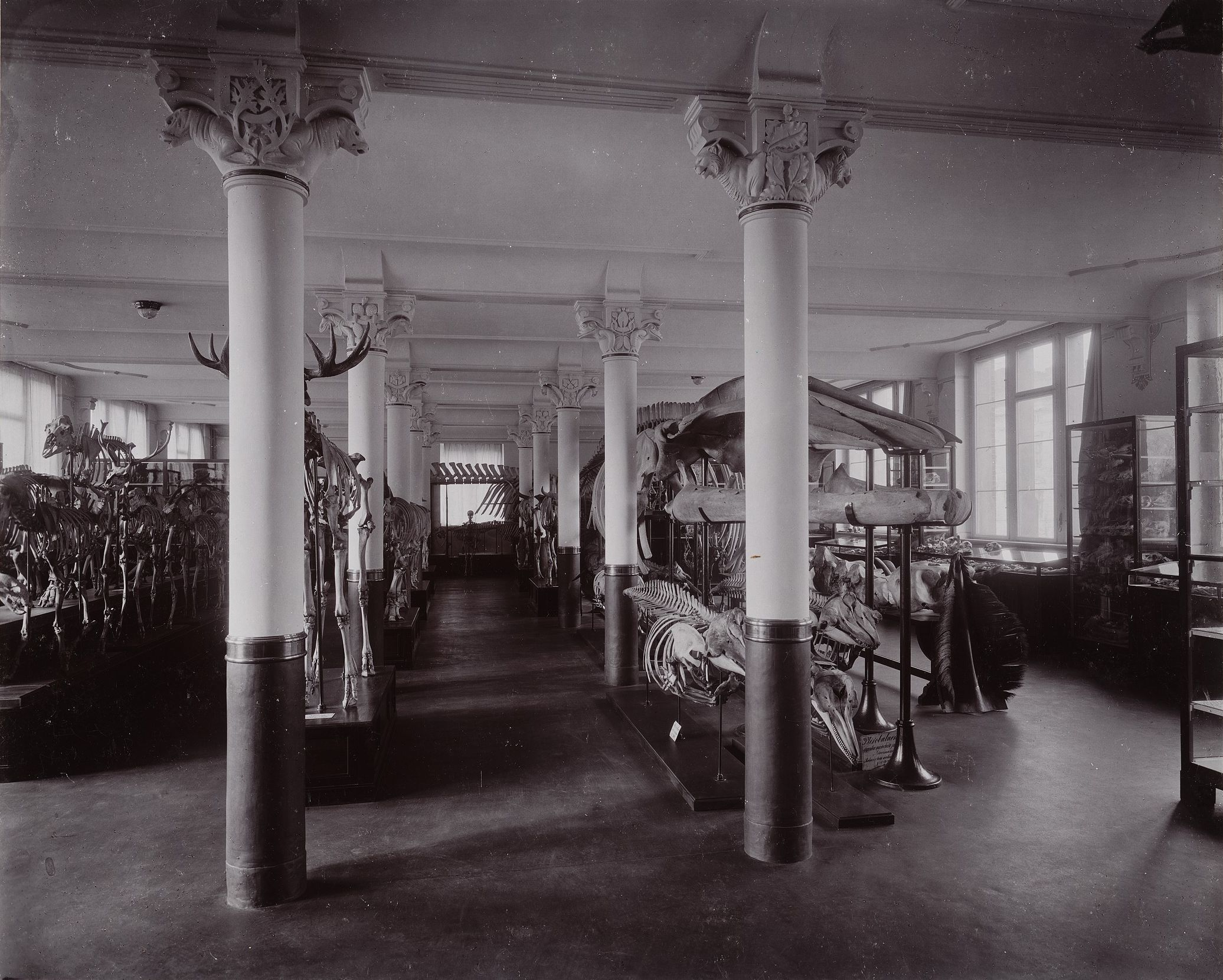
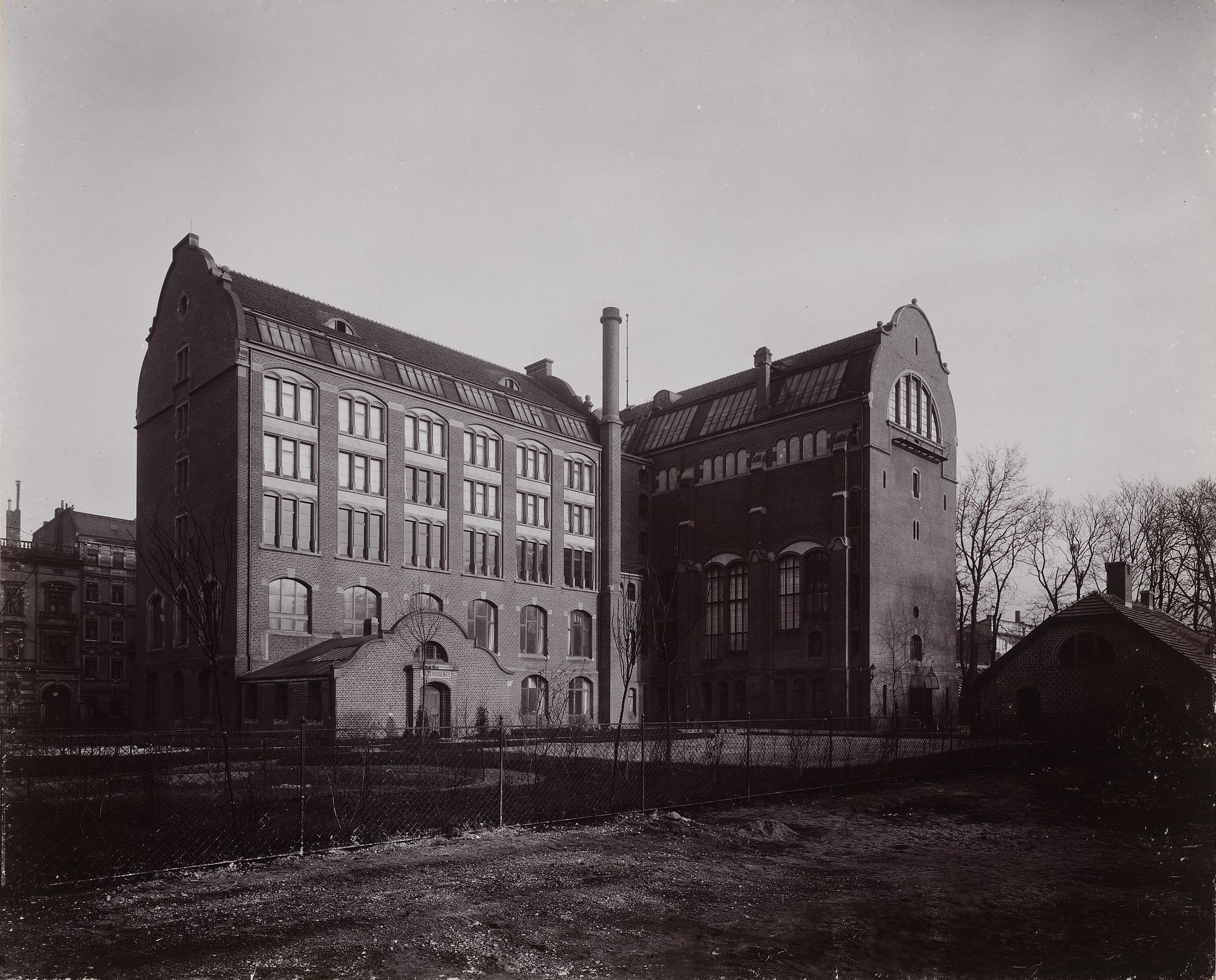

## Lista dyrektorów
- Johann Ludwig Christian Carl Gravenhorst (1814-1857)[2]
- Adolph Eduard Grube (1857-1880)[2]
- Anton Schneider (1881-1890)[2]
- Carl Chun (1890-1898)[2]
- Willy Kükenthal (1898-1917)[2]
- Ferdinand Albert Pax (1917-1945)[2]
- Jan Kinel (1946-1950) (kustosz muzeum, dyrektora nie było)[3]
- Zofia Kozikowska (1950) p.o. kierownika[3]
- Janina Janiszewska (1951-1962)[3]
- Stanisław Pilawski (1962-1963) p.o. kierownika[3]
- Władysław Rydzewski (1963-1980)[3]
- Andrzej Wiktor (1980[3]-2002[4])
- Tadeusz Stawarczyk (2002[5]-)
- Jan Kotusz Strona muzeum[6]

## Ekspozycja

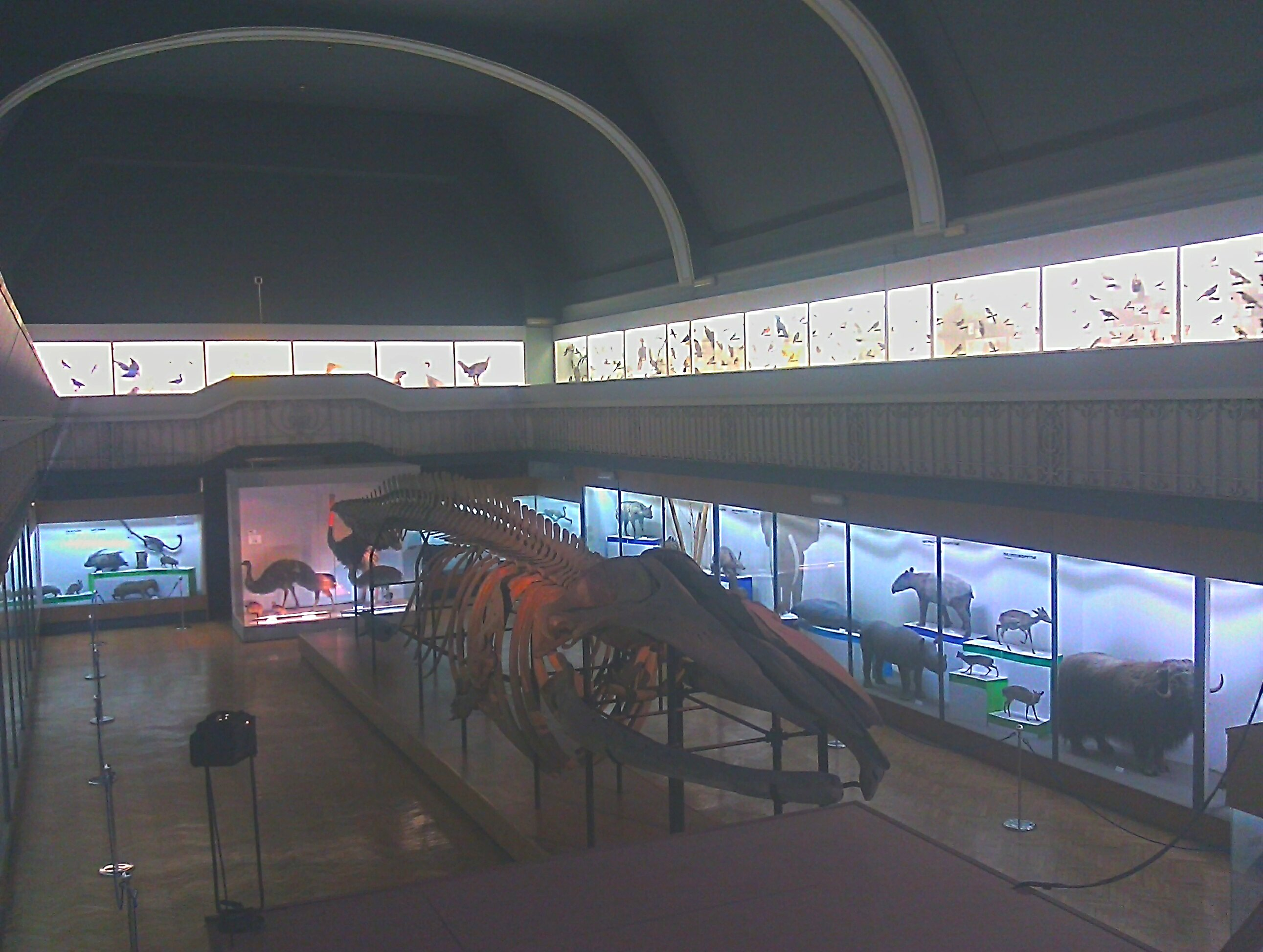
Szkielet płetwala błękitnego

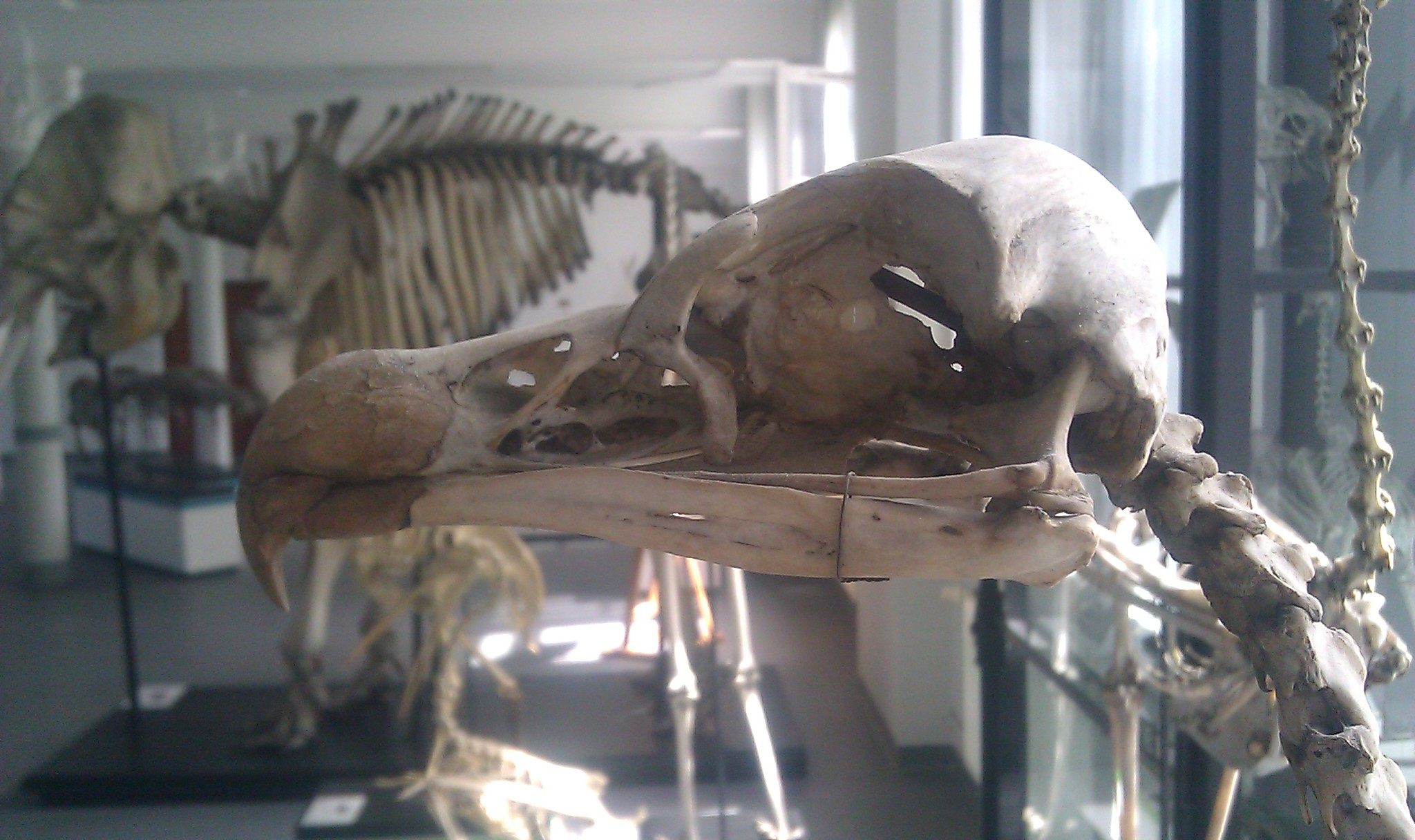
Układ kostny kręgowców: czaszka sekretarza, w tle szkielet słonia

Czynne są cztery wystawy tworzące największą ekspozycję przyrodniczą w Polsce: „świat zwierząt”, „świat roślin”, „układ kostny kręgowców” oraz „owady i człowiek”.
Szczególnie imponujący jest jedyny w Polsce niemal kompletny szkielet płetwala błękitnego (Balaenoptera musculus) – młodego osobnika mierzącego ponad 14,5 m długości. Zwracają uwagę okazy wymarłych zwierząt, m.in. wilka workowatego (Thylacinus cynocephalus), papugi karolińskiej (Conuropsis carolinensis), czajki czarnoskrzydłej (Vanellus macropterus), kurobroda różnodziobego (Heterolocha acutirostris) i alki olbrzymiej (Alca impennis).
Wystawa botaniczna jest jedyną tego typu w Polsce. Składa się z blisko 500 gatunków roślin należących do wszystkich grup systematycznych. Do najcenniejszych i najbardziej interesujących obiektów możemy zaliczyć dużą kolekcję szyszek roślin nagozalążkowych, pień welwiczji przedziwnej (Welwitschia mirabilis), kłodzina sagowca oraz niewielką kolekcję palm (m.in. owoc lodoicji seszelskiej).
Na wystawie poświęconej układowi kostnemu kręgowców ilustrującej zależności między budową i funkcjonowaniem szkieletu możemy zobaczyć 66 kompletnych szkieletów różnych zwierząt, m.in. ryb chrzęstnoszkieletowych i ryb kostnoszkieletowych oraz przegląd ssaków morskich, szkielety szczerbaków oraz ekspozycję czaszek. Do najcenniejszych eksponatów należą: czaszka tura (Bos primigenius) i kompletny szkielet wymarłego jelenia olbrzymiego (Megaloceros giganteus), którego poroże ma rozpiętość dwóch metrów i waży kilkadziesiąt kilogramów. Ten eksponat pozyskano jeszcze przed I wojną światową. Wydobyto go z torfowisk Irlandii. Poza ssakami pokazane są również szkielety gadów, m.in. krokodyla nilowego (Crocodylus niloticus), anakondy zielonej (Eunectes murinus), czy żółwia lamparciego (Psammobates pardalis).
Ekspozycja poświęcona owadom prezentuje m.in. największe i najmniejsze owady, przykłady wspaniałego ubarwienia, najgroźniejsze „szkodniki” itp. Wystawiono muchę tse-tse, przenoszącą śpiączkę afrykańską oraz Danaus plexippus – gatunek amerykańskiego wędrownego motyla, którego oznakowano, dzięki czemu wiadomo, że w ciągu 129 dni przeleciał ponad trzy tysiące kilometrów.

## Zwiedzanie
Muzeum Przyrodnicze mieści się przy ul. Henryka Sienkiewicza 21. Czynne codziennie (oprócz poniedziałków) w godz. 9-15, w soboty i niedziele od godz. 10-16.